# 1823 у літературі

## Твори
- «Гімн свободі». Ніколаос Мандзарос
- «Гражина». Адам Міцкевич.

## Народились
- 1 березня — Соханська Надія Степанівна, російська письменниця, автор прозових та драматичних творів (померла в 1884).
- 5 квітня — Берг Микола Васильович, російський поет, перекладач, журналіст (помер у 1884).
- 12 квітня — Островський Олександр Миколайович, російський драматург (помер у 1886).
- 11 серпня — Шарлотта Мері Йондж (англ. Charlotte Mary Yonge), англійська письменниця (померла в 1901).
- 29 вересня — Людвік Кондратович (пол. Ludwik Kondratowicz, псевдонім Владислав Сирокомля), польський поет, перекладач, драматург (помер в 1862).

## Померли
- 9 листопада — Капніст Василь Васильович, російський письменник (народився в 1757 або 1758).
- 16 грудня — Долгоруков Іван Михайлович (Долгорукий), князь, російський державний діяч, поет і драматург (народився в 1764).